# Euplectus nanus
Euplectus nanus är en skalbaggsart som först beskrevs av Reichenbach 1816.  Euplectus nanus ingår i släktet Euplectus, och familjen kortvingar. Arten är reproducerande i Sverige.